# Paulo Mendes da Rocha

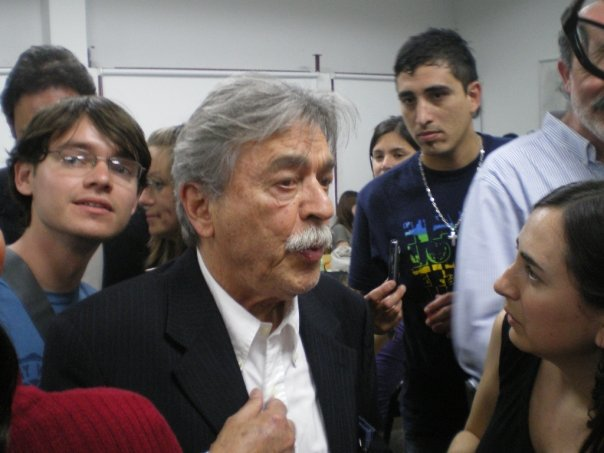
Paulo Mendes Da Rocha, 2009

Paulo (Archias) Mendes da Rocha (* 25. Oktober 1928 in Vitória, Espírito Santo; † 23. Mai 2021 in São Paulo) war ein brasilianischer Architekt der Moderne. Seine Arbeit war anfänglich von Oscar Niemeyer und João Vilanova Artigas geprägt.

## Leben
Mendes da Rocha studierte an der 1952 neu gegründeten Mackenzie-Universität in São Paulo. Ab 1954 betrieb er in São Paulo sein  Architekturbüro. Er wurde in den 1950er Jahren ein einflussreicher Vertreter der Avantgarde-Bewegung dieser Stadt, in der er lebte und in der die meisten seiner Bauten errichtet wurden. Seine geometrisch strengen Betonbauten stechen wegen der komplexen, verschachtelten Gebäudeschnitte und Raumabfolgen hervor. 2006 wurde der Wert seines Werkes mit dem Pritzker-Preis anerkannt.

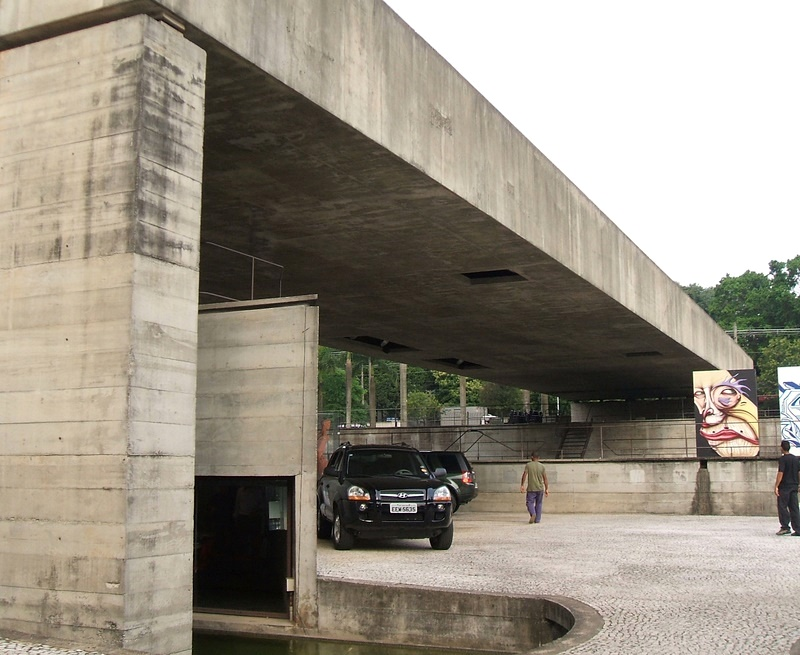
Museu Brasileiro da Escultura, Eingang

Sein erstes Gebäude, die Halle des Club Athletico Paulistano von 1958, eine skulpturale Stahlbetonkonstruktion, wurde stilbildend für die Architektur São Paulos. Das Museum Brasileiro de Escultura hat er 1988 gebaut. Er gehörte zu den Finalisten im Wettbewerb um den Neubau des Centre Pompidou in Paris. Im 1998 gebauten Poupatempo (portugiesisch für „Zeit sparen“) hob er das Konzept eines Bürgeramtes in die Dimension einer Metropole. Die 300 Meter lange lichtdurchflutete Schalterhalle beherbergt neben dem Finanz- und Einwohnermeldeamt auch eine Postfiliale und ein Polizeirevier. Den Stil seiner geometrisch konzipierten Bauten prägte der Einsatz von Sichtbeton.
Paulo Mendes da Rocha starb an den Folgen einer Bronchialkarzinom-Erkrankung.

## Hauptwerke
- Club Athletico Paulistano (1958)
- Casa Comunista in São Paulo

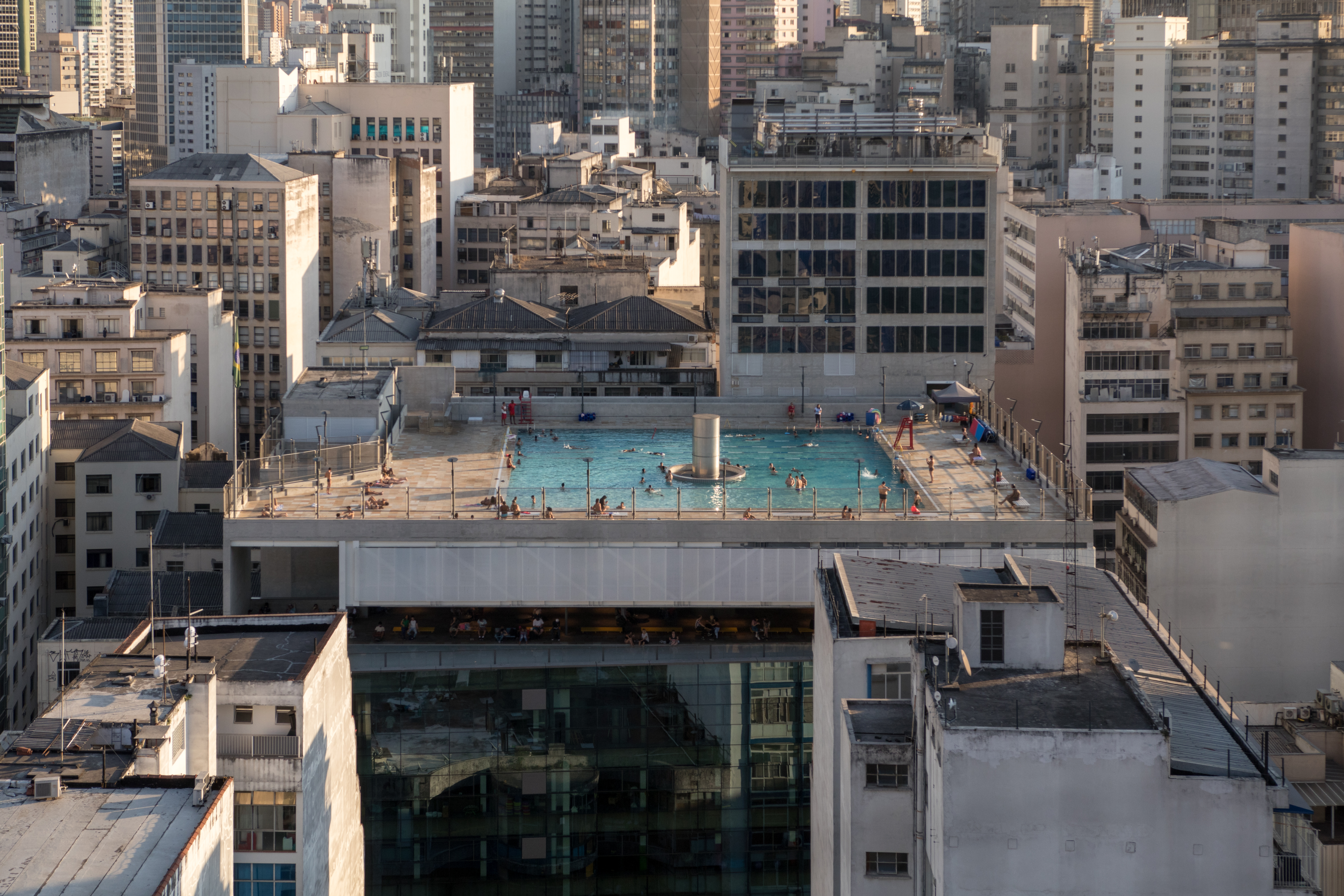
SESC 24 de Maio, São Paulo (2017)

- Wohnhaus Mendes da Rocha in São Paulo (ab 1964 entworfen, 1966 fertiggestellt)[2]
- Pacaembu-Haus (1969)
- Estádio Serra Dourada (1973)
- Kapelle von Sankt Peter (Capela de São Pedro Apóstolo) in Campos do Jordão, Bundesstaat São Paulo, Brasilien (1987)[3]
- Museu Brasileiro da Escultura – Brasilianisches Skulpturenmuseum in der Stadt São Paulo, Brasilien (1988)
- Verwaltungsgebäude „Poupatempo“ in São Paulo (1998)
- Museu Nacional dos Coches in Lissabon (2013)
- SESC 24 de Maio, Kultur- und Bibliothekszentrum mit Schwimmbad auf dem Dach, São Paulo, mit dem Architekturbüro MMBB zusammen (2018)

## Ehrungen und Preise
- 2000: Mies van der Rohe Prize for Latin American Architecture[4]
- 2006: Pritzker-Preis
- 2016: Premium Imperiale
- 2016: León de Oro, Biennale di Venezia
- 2017: Goldmedaille des Royal Institute of British Architects (RIBA)[5]

## Zitat von Paulo Mendes da Rocha
„Die Natur ist ein Dreck!“

„El brutalismo no es nada, solo significa algo para el que no ha entendido bien las cosas.“